# 谷口鮪
谷口鮪（たにぐち まぐろ、1990年〈平成2年〉5月3日 - ）は、日本の歌手。KANA-BOON、wasabiのメンバーである。身長162cm、体重54kg。血液型O型。
和泉市立槇尾中学校、大阪府立和泉総合高等学校卒業。

## 略歴
- 2006年12月17日、高校の軽音部でKANA-BOONを結成する。
- 2020年には、赤い公園の津野米咲とのユニット「wasabi」を結成。6月22日に「sweet seep sleep」をリリースした。しかし津野は同年10月18日に急逝したため、同曲はwasabiとしてリリースした唯一の楽曲となった。
- 2020年10月22日、体調不良のため休養することを発表した。
- 2021年3月20日、活動を再開することが発表された[1]。

## 人物
- 全楽曲の作詞・作曲を行う中心人物。
- 音楽を好きになったきっかけはマキシマム ザ ホルモン。その他、ASIAN KUNG-FU GENERATIONも憧れであると語っている[2]。
- 幼少時代から周囲を盛り上げたりすることが好きであったが、その反面複雑な家庭環境で育ってきており、現在両親とは実質勘当状態であることを明かしている[3][4]。

## 使用機材
- ギター
  - Gibson Les Paul Jr.
「見た目に惚れたから」「セッティングが楽そうだから」という理由で2008年に入手。以来ほぼすべてのライブやPVで使用している。改造品で、ピックアップが3つ（通常のLes Paul Jrは1つ）に増えている。
  - Gibson ES-335
『anger in the mind』PVで使用。
  - Fender Telecaster
レコーディング・一部のライブで使用。
- エフェクター
  - Ibanez TS-9
  - BOSS SD-1
  - BOSS DD-6
  - KORG Pitchblack
  - Guyatone AC-10
- アンプ
  - Marshall JCM900
  - Marshall JCM2000

## 楽曲提供
| 年     | タイトル         | アーティスト      | 収録先                                | 担当       | 備考                                                   |
| ------ | ---------------- | ----------------- | ------------------------------------- | ---------- | ------------------------------------------------------ |
| 2015年 | ナントカナルサ   | 関ジャニ∞         | アルバム『関ジャニ∞の元気が出るCD!!』 | 作詞・作曲 |                                                        |
| 2020年 | エンドレス       | 超ときめき♡宣伝部 | アルバム『ときめきがすべて』          | 作詞・作曲 | アルバムリード曲                                       |
| 2022年 | Memories         | 超ときめき♡宣伝部 | アルバム『ハートギュッと!』           | 作詞・作曲 |                                                        |
| 2022年 | Distortion!!     | 結束バンド        | アルバム『結束バンド』                | 作詞・作曲 | テレビアニメ「ぼっち・ざ・ろっく！」エンディングテーマ |
| 2023年 | ゴールデンタイム | Appare!           | アルバム 『Summer spit! 』            | 作詞・作曲 | (編曲: 鶴丸雄太)                                       |
| 2024年 | 下書きの恋       | 超ときめき♡宣伝部 | アルバム『ときめきルールブック』      | 作詞・作曲 |                                                        |

作詞・作曲

## 連載
- KANA-BOON谷口鮪の「これなってみたかってん。」（MUSICA、2017年10月号(vol.126) - 2020年11月号(vol.163) ）
  - KANA-BOONで行っていた連載「これやってみたかってん。」から派生した連載。谷口の休養に伴い休止。
- KANA-BOON谷口鮪の「おなじ傘のムジナ」（MUSICA、2022年5月号(vol.181) - ）
  - 上記の「これなってみたかってん。」からリニューアルする形で始まった、ショートショートの連載。